# Şiran
Şiran (pontique : Χͮερίανα) est une ville et un district de la province de Gümüşhane dans la région de la mer Noire en Turquie.